# Recken (Materialtechnik)
Als Recken bezeichnet man das Strecken (Längs-Verformung) von Materialien über ihre elastische Streckgrenze hinaus zur Erzielung besonderer mechanischer Eigenschaften. Das Material wird dadurch anisotrop, da sich die Fasern (Molekülketten, Kristallebenen) längs ausrichten.
Beim Recken von Thermoplast richten sich die ungeordneten Polymere und die teilkristallinen Bereiche etwa parallel zur Zugrichtung aus. Durch diese Maßnahme werden die Berührungsflächen zwischen den Makromolekülen größer, der Abstand geringer, demzufolge die Sekundärbindungen stärker. Der gereckte Kunststoff hat in Streckrichtung eine höhere mechanische Zugfestigkeit. Hier wirken neben den Sekundärbindungen vorrangig die festen Primärbindungen, während quer dazu nur noch Sekundärbindungen wirksam sind.
Ähnliche Effekte finden sich auch bei Metallen. Das Recken von Draht und Blech kann auch dem Richten dienen.
Man unterscheidet das Kaltrecken und das Warmrecken. Das Kaltrecken von Metallen ist eine Kaltumformung und geht mit Kaltverfestigung einher, weshalb eine weitere Verformung schwierig wird.
Schrumpfschlauch wird nach dem Extrudieren vernetzt, dann warmgereckt und dabei abgekühlt. 